# Fort Lewis
Fort Lewis ist ein Ort und gleichzeitig Stützpunkt der US-Armee im Pierce County im US-Bundesstaat Washington. Die Basis ist mit ihren 33.000 Soldaten und Zivilmitarbeitern sowie über 29.000 Familienangehörigen die größte und militärisch wichtigste Garnison der Army an der Westküste der Vereinigten Staaten. Der Census-designated place Fort Lewis hatte zum Zeitpunkt der Bevölkerungszählung im Jahr 2000 rund 19.000 Einwohner. Der Ort wurde nach dem Entdecker Meriwether Lewis benannt, der im Rahmen der Lewis-und-Clark-Expedition maßgeblichen Anteil an der Erschließung des Gebietes hatte.
Fort Lewis ist Sitz des I. US-Korps (seit 1981), des 2., 3. und 4. Stryker Brigade Combat Teams der 2. US-Infanteriedivision, der 1st Special Forces Group (deutsch „1. Spezialeinsatzkräfte-Brigade“), des 2nd Battalion (deutsch „2. Bataillon“) des 75th Ranger Regiment, sowie diverser Unterstützungsbrigaden (Sanitäts-, Nachrichtendienst-, Artillerie-, Militärpolizei-, Fernmelde- und Pionierbrigaden). Darüber hinaus beherbergt Fort Lewis das Hauptquartier der 5. US-Armee (West) und die I. Corps NCO Academy (deutsch „Unteroffiziersschule des I. Korps“).
Der eigentliche Stützpunkt erstreckt sich über ein Areal von über 350 km² und verfügt über ein eigenes angeschlossenes Übungsgelände, das Yakima Training Center, mit einer Fläche von über 1.310 km².
Fort Lewis ist eine von 15 so genannten „Projektionsplattformen“ (Hauptstützpunkten) der strategischen Verteidigungsplanung des US Army Forces Command (FORSCOM) (dt. „Kommando der Heeresstreitkräfte“) in CONUS.
2010 wurde Fort Lewis mit der McChord Air Force Base zur Joint Base Lewis-McChord vereint.

## Stationierte Einheiten
- I. US-Korps
  - 10. Logistikkommando
    - 593. Logistikbrigade

  - 17. Artilleriebrigade
  - 42. Militärpolizeibrigade
  - 62. Sanitätsbrigade
  - 555. Pionierbrigade
  - 201. Gefechtsfeldüberwachungsbrigade
- 2. US-Infanteriedivision (Divisionshauptquartier in Südkorea)
  - 2. Stryker Brigade Combat Team (SBCT)
  - 3. Stryker Brigade Combat Team (SBCT)
  - 4. Stryker Brigade Combat Team (SBCT)
- 1st Special Forces Group
- 2. Bataillon des 75th Ranger Regiment
- 6. Militärpolizeigruppe (Kriminaltechnischer Dienst)
- 191. Infanterie-Brigade (gemischte Ausbildungs- und Trainingbrigade)
- 4. Bataillon, 160th Special Operations Aviation Regiment (Airborne)

## Söhne des Ortes
- Jim Turner (* 1946), Politiker
- Jim Lutes (* 1955), Maler
- Pete Olson (* 1962), Politiker
- James Otto (* 1973), Countrysänger
- Jonathan Stewart (* 1987), American-Football-Spieler
- Weston McKennie (* 1998), Fußballer